# Heiko Schulz
Heiko Schulz (* 1959 in Schwelm) ist ein deutscher evangelischer Theologe und Hochschullehrer. Er ist Professor für Systematische Theologie und Religionsphilosophie an der Goethe-Universität Frankfurt am Main und gilt als ausgewiesener Experte für die Religionsphilosophie des 19. und 20. Jahrhunderts, insbesondere für das Werk Søren Kierkegaards.

## Leben und Werdegang
Heiko Schulz studierte an der Bergischen Universität Wuppertal im Lehramtsstudiengang für Philosophie, Evangelische Theologie und Erziehungswissenschaften. 1985 und 1991 legte er das Erste und Zweite Staatsexamen für das Lehramt an allgemeinbildenden Schulen ab. 1993 promovierte Schulz im Fachbereich Philosophie/Evangelische Theologie an der Bergischen Universität Wuppertal mit summa cum laude. Von 1993 bis 1999 war er wissenschaftlicher Mitarbeiter am Fachbereich Evangelische Theologie der Bergischen Universität Wuppertal sowie am Institut für Evangelische Theologie der Justus-Liebig-Universität Gießen. 1999 habilitierte er sich und wurde Privatdozent für Systematische Theologie an der Goethe-Universität Frankfurt am Main.
Im Jahr 2000 übernahm er eine Lehrstuhlvertretung im Fach Systematische Theologie an der Universität Duisburg-Essen. 2002 wurde er Ordinarius für Evangelische Theologie und ihre Didaktik/Systematische Theologie an der Universität Duisburg-Essen. Seit 2009 ist er Ordinarius für Systematische Theologie und Religionsphilosophie an der Goethe-Universität Frankfurt am Main.

## Forschungsschwerpunkte
Schulz widmet sich in seiner wissenschaftlichen Arbeit intensiv der Kierkegaard-Forschung und der Rezeptionsgeschichte. Ein weiterer Schwerpunkt seiner Forschung liegt in der Dogmatik und Theologiegeschichte des 19. und 20. Jahrhunderts, der Religionsphilosophie des 20. Jahrhunderts sowie in grundlegenden Fragen der Theologischen Ethik. Er war maßgeblich an der Übersetzung und Edition der Deutschen Søren Kierkegaard Edition (DSKE) beteiligt – der kritischen Gesamtausgabe der Werke Kierkegaards in deutscher Sprache. Dieses Editionsprojekt, das auf der dänischen Kierkegaard-Gesamtausgabe basiert, erschließt Kierkegaards Journale und Aufzeichnungen erstmals in einer umfassenden, kommentierten und philologisch gesicherten Fassung für den deutschsprachigen Raum. Zuvor lagen diese nur unvollständig und ohne verlässliche Textkritik vor.

## Herausgebertätigkeit
- Deutsche Søren Kierkegaard Edition (DSKE)
- Kierkegaard Studies. Yearbook (KSYB)
- Kierkegaard Studies Monograph Series (KSMS)
- Religion in Philosophy and Theology (RPT)

## Publikationen (Auswahl)
- Eschatologische Identität: Eine Untersuchung über das Verhältnis von Vorsehung, Schicksal und Zufall bei Sören Kierkegaard (1994)
- Das Böse – die Scham – das Opfer. Drei religiöse Kernphänomene in philosophisch-theologischer Perspektive (2020)